# Kalkreute-Spöck

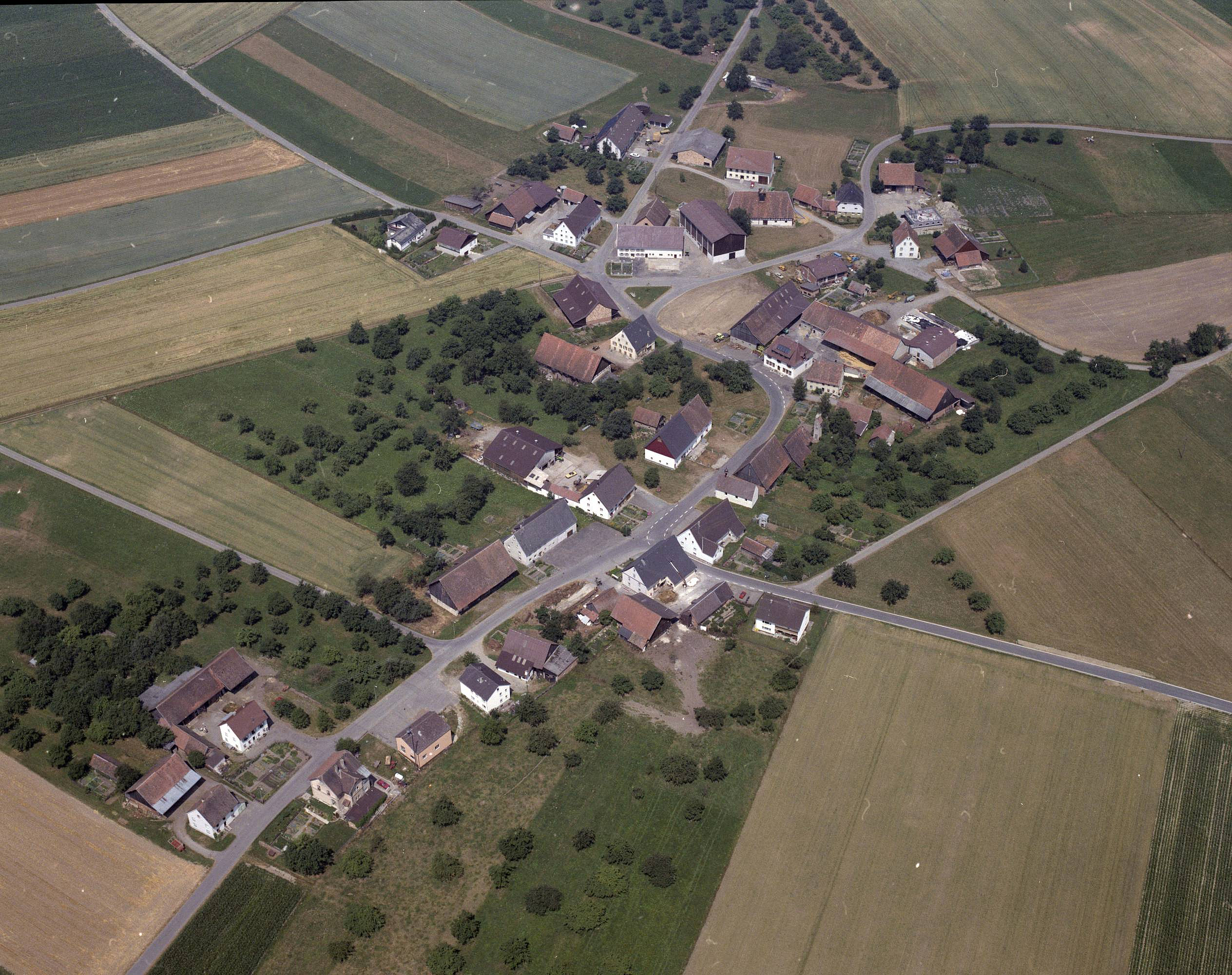
Luftbild von Kalkreute (1983)

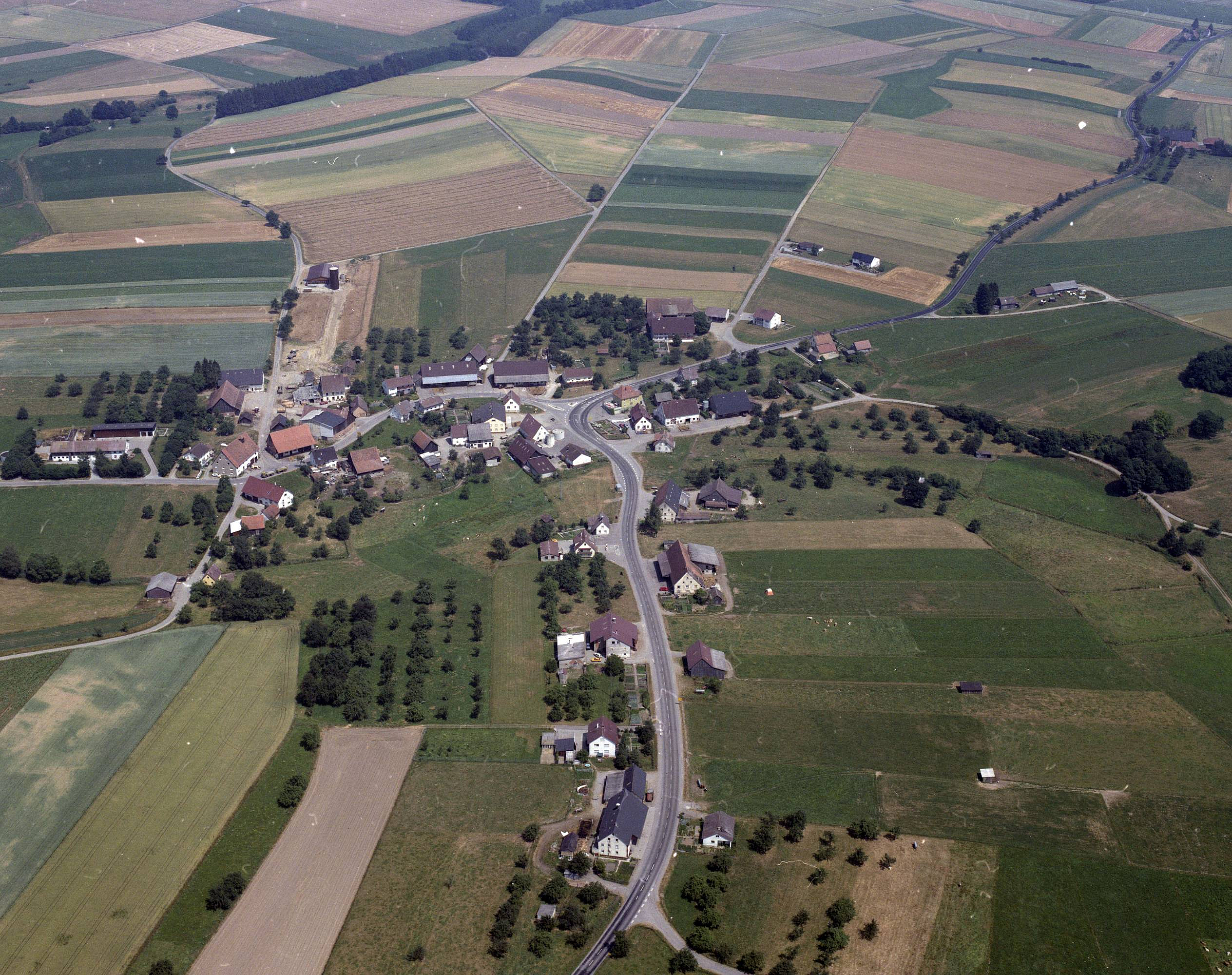
Luftbild von Spöck (1983)

Kalkreute-Spöck ist eine von acht Ortschaften der baden-württembergischen Gemeinde Ostrach im Landkreis Sigmaringen in Deutschland.

## Geographie

### Geographische Lage
Kalkreute-Spöck liegt etwa dreieinhalb Kilometer südwestlich von Ostrach und 4,6 Kilometer nördlich von Pfullendorf.

### Ausdehnung des Gebiets
Die Gesamtfläche der Gemarkung Kalkreute-Spöck umfasst rund 779 Hektar (Stand: 31. Dezember 2023).

### Gliederung
Die Ortschaft Kalkreute-Spöck besteht aus den Teilorten Spöck und Kalkreute. Beide standen früher unter hohenzollerischer Herrschaft.

## Geschichte

### Kalkreute
Als „Riutin iuxtra Ostra“ wurde Kalkreute 1125 in einer Schenkung des Rudolf von Rheinfelden an das Kloster St. Blasien erwähnt, 1279 als „Galcruti“ erstmals in einer Urkunde und gehörte alsbald zur Grafschaft Sigmaringen. Später wurde das Dorf durch Salem vom Amt Ostrach verwaltet. 1806 fiel Kalkreute an das Fürstentum Hohenzollern-Sigmaringen, 1850 an Preußen. Wenige Jahre später zählte das Dorf zum preußischen Oberamt Sigmaringen.
Im Zuge der Gebietsreform in Baden-Württemberg schlossen sich zum 1. Januar 1975 Ostrach, Burgweiler und Kalkreute zur neuen Gemeinde Ostrach zusammen.

#### Ortsname
Der Name deutet hin auf „Kal“ und „Gereut/Kreut“ und kann so als „Kahl“ = Rodung/Kahlhieb der ersten Alemannen, die hier ihre Hütten bauten, gedeutet werden.

Im Laufe der Jahrhunderte wurden unter anderem folgende Namensformen verwendet: Riutin iuxtra Ostra (1125), Galcruti (1279), Calcruti, Galckreutty (1448), Kalkhrütin (1491), Galgkreuthe (1595) sowie Galckreute (1715).

#### Einwohnerentwicklung
1844 wurden in Kalkreute 95 Einwohner gezählt, 1961 waren es 106, im Jahr 1997 waren es 107, heute leben 93 Einwohner im Teilort. (Stand: 31. Dezember 2023)
| 1682 | 1844 | 1875 | 1961 | 1970 | 1997 | 2014 |
| ---- | ---- | ---- | ---- | ---- | ---- | ---- |
| ~ 60 | 95   | 125  | 106  | 84   | 107  | 93   |

### Spöck
Der Ort wurde 1244 erstmals als „de Specke“ genannt: Der niederadelige Ritter Eggehart von Spöck ist damals als Lehensmann der Herren von Bittelschieß genannt. 1279 gingen dessen Güter an das Kloster Salem. 1324 gehörte Spöck zur Grafschaft Sigmaringen und fiel 1803 an das Haus Thurn und Taxis. Drei Jahre später kam das Dorf Spöck zu Hohenzollern-Sigmaringen, 1850 mit diesem zu Preußen.
Spöck wurde bereits am 1. Dezember 1971 nach Ostrach eingemeindet.

#### Einwohnerentwicklung
1961 wurden 104 Einwohner gezählt, heute leben 133 Bürger im Teilort Spöck. (Stand: 31. Dezember 2023)

## Politik

### Ortsvorsteher
Ortsvorsteher von Kalkreute-Spöck ist Rudolf Birkhofer (Stand: März 2015).

### Wappen

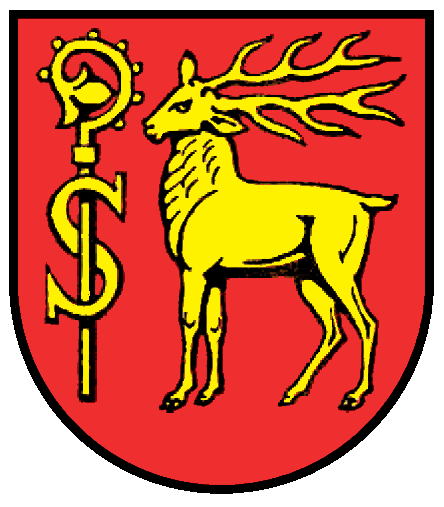
Wappen Kalkreute

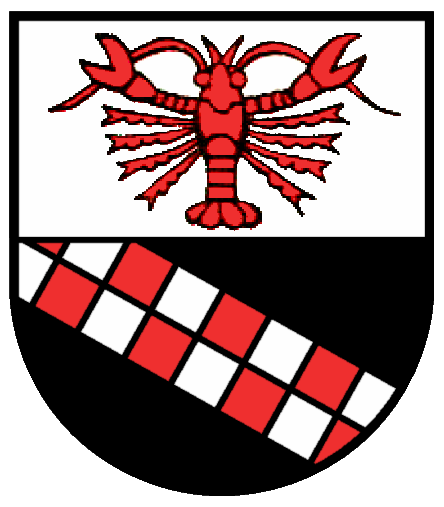
Wappen Spöck

Das Wappen der ehemaligen Gemeinde Kalkreute wurde am 10. April 1958 durch das Innenministerium von Baden-Württemberg verliehen. Es zeigt „in Rot rechts ein goldener Abtsstab, um dessen Schaft der goldene Buchstabe S geschlungen ist, links ein stehender goldener Hirsch“.
Der Abtstab mit dem Buchstaben S (für Salem) soll auf den Einfluss und die Rechte des Klosters Salem vom 13. Jahrhundert bis 1803 in Kalkreute hindeuten, der Hirsch auf die jahrhundertelange Zugehörigkeit zur Grafschaft Sigmaringen.
Das Wappen der ehemaligen Gemeinde Spöck zeigt „in geteiltem Schild oben in Silber ein steigender roter Krebs, unten in Schwarz ein doppelreihig rot-silbern geschachter Schrägbalken“.

## Kultur und Sehenswürdigkeiten

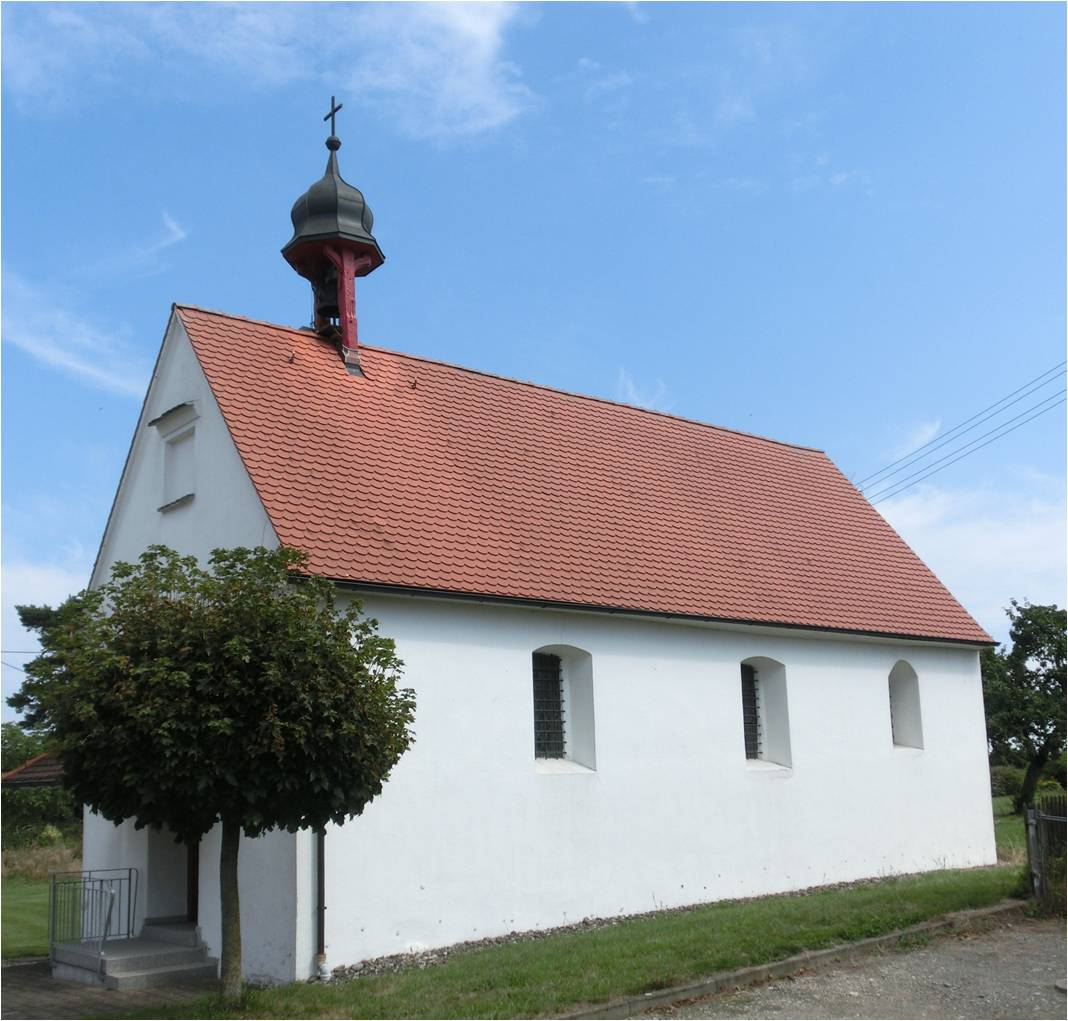
Kapelle St. Wendelin in Kalkreute

### Bauwerke
- In der Kalkreuter Brunnenstraße steht die Kapelle St. Wendelin, ein verputzter Massivbau mit Dachreiter, im Kern 1491, im 17. Jahrhundert erweitert, im 19. Jahrhundert verändert; im Grundriss ein langgestrecktes Rechteck, dessen Ostteil wohl mittelalterlich ist, die westliche Erweiterung wurde gegen Ende des 17. Jahrhunderts gebaut. Die „capell zu Kalckrutin“ wird erstmals bei der Gründung der ewigen Frühmesse in der Pfarrkirche zu Ostrach im Jahre 1490/91 erwähnt.
- Rund 400 Meter nordwestlich des Hofes Arnoldsberg bei Spöck befindet sich die Burgstelle der hochmittelalterlichen Burg Arnoldsberg. Von der abgegangenen Burg ist heute nur noch der Burghügel erhalten.
- Ende 2012 wurde der historische Schlösslehof, ein Hofgut am Arnoldsberg dessen Ursprünge eng mit der „Veste Arnoldsberg“ verbunden sind, abgerissen.[7][8][9] Hinter dem Anwesen befindet sich ein Grabhügel, der im Volksmund mit „Hünengrab“ bezeichnet wird und in der Vergangenheit immer wieder Schatzsucher anzog: hier wurde das Grab des Hunnenkönigs Attila vermutet.[8][10]

## Wirtschaft und Infrastruktur

### Bürgerbus

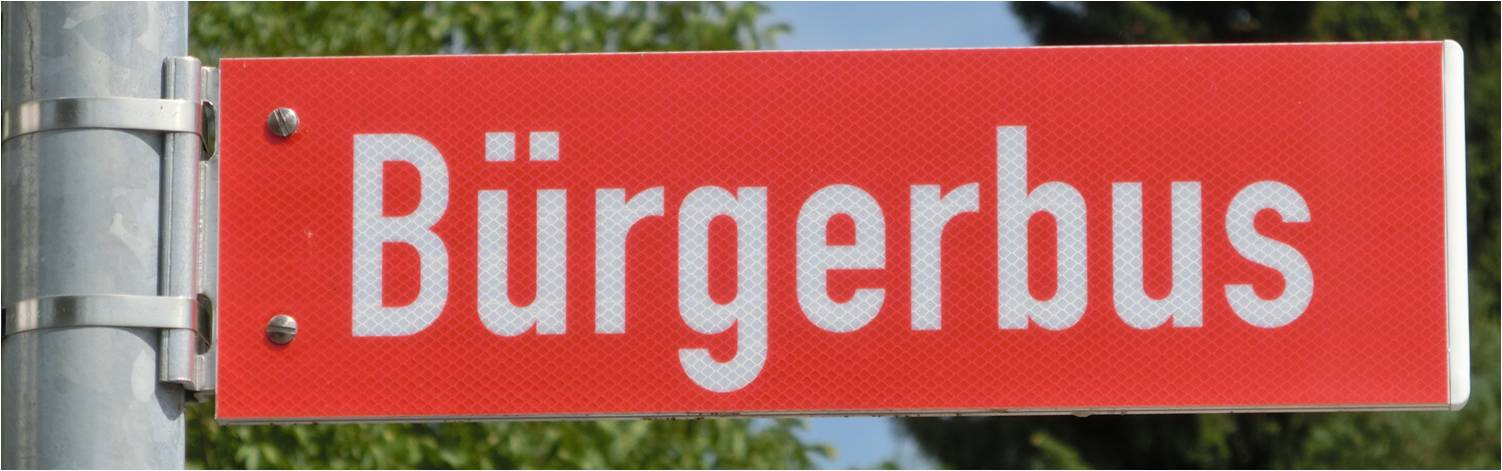
Haltestelle „Bürgerbus“

Der Ostracher Bürgerbus ergänzt den öffentlichen Nahverkehr und verbessert unter anderem die Mobilität von Menschen mit Behinderungen. An drei Tagen in der Woche fährt der Bus nach einem festen Plan zwischen der Ostracher Ortsmitte und Dichtenhausen, Spöck, Kalkreute, Ochsenbach, Waldbeuren sowie Burgweiler.
Der Bürgerbus wird von der Gemeinde Ostrach finanziert und vom Bürgerbus-Verein sowie ehrenamtlichen Fahrern und Helfern betrieben.